# Louis Dewis

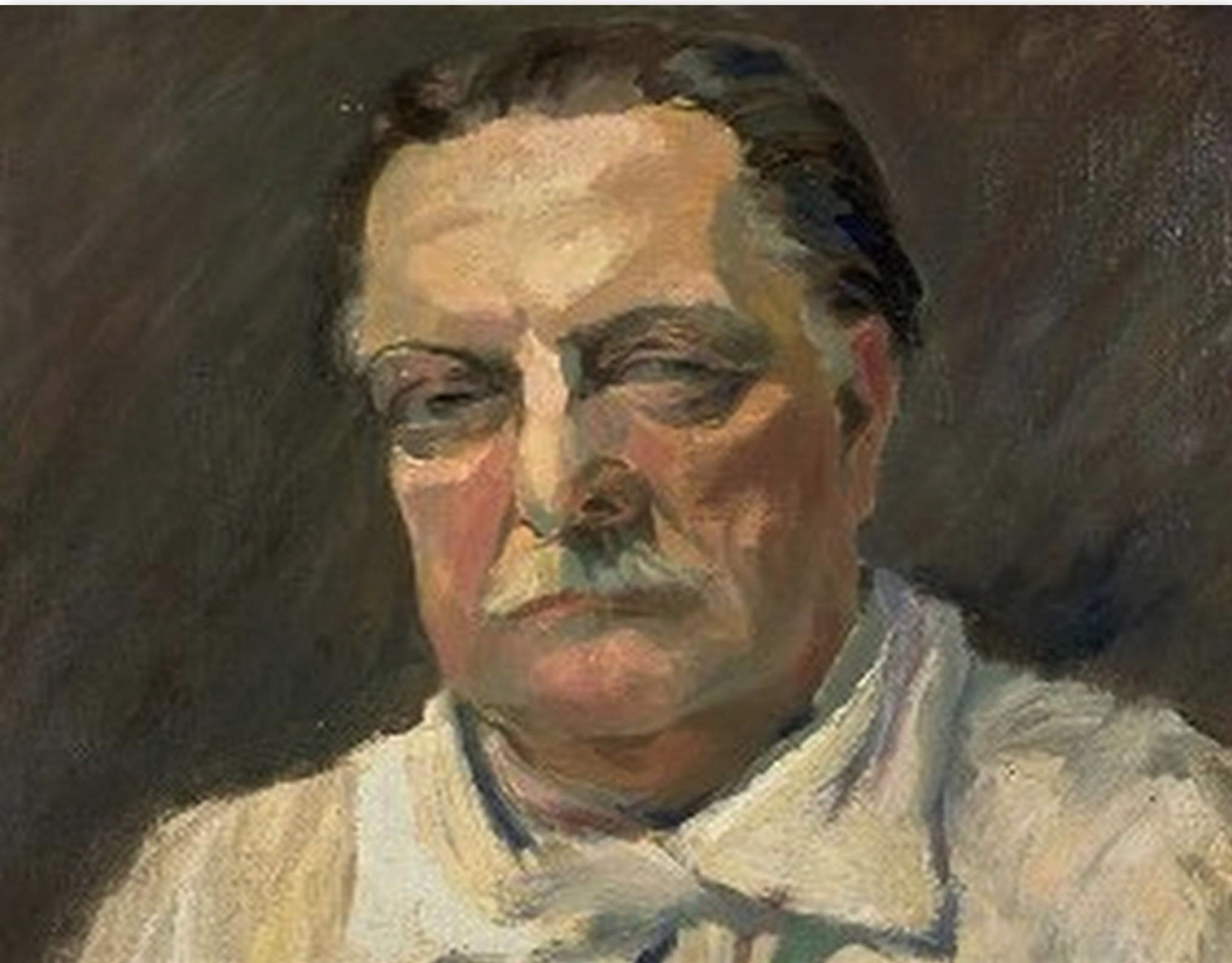
Auto-retrato do Louis Dewis, 1940

Louis Dewis (Mons, 1 de novembro de 1872 – Biarritz, 5 de dezembro de 1946) foi um pintor pós-impressionista belga. Viveu a maior parte de sua vida na França.